# Javier Marcet
Francisco Javier Marcet Mundo, más conocido como Xisco (en catalán: Francesc Xavier Marcet Mundo) (16 de noviembre de 1928 en Tarrasa, Cataluña - Barcelona, 13 de octubre de 2016) fue un futbolista español. Jugaba de centrocampista y su primer club fue el CD Castellón.

## Carrera
Comenzó su carrera en 1947 jugando para el CD Castellón. Jugó para el club hasta 1948. Ese año se fue al Real Madrid. Estuvo en ese club hasta 1950. En ese año se fue al RCD Espanyol, en donde estuvo hasta 1957. 

## Selección nacional
Ha sido internacional con la Selección de fútbol de España entre 1951 y 1953.

## Clubes
| Club         | País   | Año       |
| ------------ | ------ | --------- |
| CD Castellón | España | 1947-1948 |
| Real Madrid  | España | 1948-1950 |
| RCD Espanyol | España | 1950-1957 |

- Datos: Q11922883